# Картер, Джордж (баскетболист)
Джордж Картер (англ. George Carter; 10 января 1944, Буффало, штат Нью-Йорк, США — 18 ноября 2020, Лас-Вегас, штат Невада, США) — американский профессиональный баскетболист, выступал в Американской баскетбольной ассоциации, отыграв семь из девяти сезонов её существования, а также один матч в Национальной баскетбольной ассоциации. В сезоне 1976/1977 годов стал чемпионом Франции в составе команды АСВЕЛ.

## Ранние годы
Джордж Картер родился 10 января 1944 года в городе Буффало (штат Нью-Йорк), а учился немного южнее в городке Силвер-Крик в одноимённой средней школе, в которой играл за местную баскетбольную команду.

## Статистика

### Статистика в НБА
| Сезон                                                                                    | Команда | Регулярный сезон | Регулярный сезон | Регулярный сезон | Регулярный сезон | Регулярный сезон | Регулярный сезон | Регулярный сезон | Регулярный сезон | Регулярный сезон | Регулярный сезон | Регулярный сезон | Серия плей-офф | Серия плей-офф | Серия плей-офф | Серия плей-офф | Серия плей-офф | Серия плей-офф | Серия плей-офф | Серия плей-офф | Серия плей-офф | Серия плей-офф | Серия плей-офф |
| Сезон                                                                                    | Команда | GP               | GS               | MPG              | FG%              | 3P%              | FT%              | RPG              | APG              | SPG              | BPG              | PPG              | GP             | GS             | MPG            | FG%            | 3P%            | FT%            | RPG            | APG            | SPG            | BPG            | PPG            |
| ---------------------------------------------------------------------------------------- | ------- | ---------------- | ---------------- | ---------------- | ---------------- | ---------------- | ---------------- | ---------------- | ---------------- | ---------------- | ---------------- | ---------------- | -------------- | -------------- | -------------- | -------------- | -------------- | -------------- | -------------- | -------------- | -------------- | -------------- | -------------- |
| 1967/68                                                                                  | Детройт | 1                |                  | 5,0              | 50,0             |                  | 100,0            | 0,0              | 1,0              |                  |                  | 3,0              | Не участвовал  | Не участвовал  | Не участвовал  | Не участвовал  | Не участвовал  | Не участвовал  | Не участвовал  | Не участвовал  | Не участвовал  | Не участвовал  | Не участвовал  |
|                                                                                          | Всего   | 1                |                  | 5,0              | 50,0             |                  | 100,0            | 0,0              | 1,0              |                  |                  | 3,0              | Не участвовал  | Не участвовал  | Не участвовал  | Не участвовал  | Не участвовал  | Не участвовал  | Не участвовал  | Не участвовал  | Не участвовал  | Не участвовал  | Не участвовал  |
| Наведите курсор мыши на аббревиатуры в заголовке таблицы, чтобы прочесть их расшифровку. |         |                  |                  |                  |                  |                  |                  |                  |                  |                  |                  |                  |                |                |                |                |                |                |                |                |                |                |                |

### Статистика в NCAA
| Сезон | Команда          | Conf  | Class | GP | GS | MPG | FG%  | 3P% | FT%  | RPG  | APG | SPG | BPG | PPG  |
| --- | ---------------- | ----- | ----- | -- | -- | --- | ---- | --- | ---- | ---- | --- | --- | --- | ---- |
| 1964/65 | Сент-Бонавентура | Ind   | SO    | 23 |    |     | 42,6 |     | 64,0 | 11,3 |     |     |     | 17,5 |
| 1965/66 | Сент-Бонавентура | Ind   | JR    | 23 |    |     | 46,2 |     | 70,0 | 12,4 |     |     |     | 20,4 |
| 1966/67 | Сент-Бонавентура | Ind   | SR    | 22 |    |     | 44,8 |     | 74,0 | 13,9 |     |     |     | 20,5 |
| Всего | Всего            | Всего | Всего | 68 |    |     | 44,6 |     | 69,4 | 12,5 |     |     |     | 19,4 |
| Наведите курсор мыши на аббревиатуры в заголовке таблицы, чтобы прочесть их расшифровку Статистика приведена с сайта sports-reference.com |                  |       |       |    |    |     |      |     |      |      |     |     |     |      |